# Fabronia tucumanensis
Fabronia tucumanensis är en bladmossart som beskrevs av C. Müller 1897. Fabronia tucumanensis ingår i släktet Fabronia och familjen Fabroniaceae. Inga underarter finns listade i Catalogue of Life.